# Bibliotheca Pro Patria
A felsőszeli Bibliotheca Pro Patria szlovákiai magyar magán könyv- és kézirattár.

## Története
Alapításának gondolata 1977 nyarán fogant meg, amikor Dobos László író és Fónod Zoltán szerkesztő Oros Lászlónál járt. Dobos biztatására Oros László a Szlovákiában megjelent elsősorban magyar nyelvű vagy vonatkozású kiadványok gyűjtésébe és rendszerezésébe fogott. Ekkoriban még mint hivatásos katona, Csehországban élt. Ott magyar szót nem lehetett hallani, magyar könyvet is csak Prágában árultak.
A gyűjtés előbb vásárlás és postai levelezés útján történt. Az elsők között Csontos Vilmos, Ozsvald Árpád, Dénes György, Rácz Olivér, Turczel Lajos és mások válaszoltak. Ebből alakult ki a kézirattár és könyvtár. Neve II. Rákóczi Ferenc jelmondatából származik.
A gyűjtemény elsősorban az 1918-tól napjainkig megjelent magyar kiadványokat, írókkal folytatott levelezést, korabeli dokumentumokat (antikváriumokból és hagyatékokból, például az Endreffy család, Páll Miklós), kisnyomtatványokat és plakátokat, valamint a gyűjtés során elérhető folyóiratokat tartalmazza.
2016-ban több mint hétezer kötet található meg benne, nagy része a szerző ajánlásával, irodalmi lapok, elsősorban a Fáklya és a Hét bekötött évfolyamai, valamint a ma is megjelenő Irodalmi Szemle, Kalligram, Szőrös Kő és az Opus számai. Ezek mellett megtalálhatóak regionális lapok és helytörténeti kiadványok is. Ezen kívül színházi műsorfüzetek, plakátok, képzőművészeti kiállításkatalógusok, illetve magyar jellegű múzeumi kiadványok.